# Bierstetten

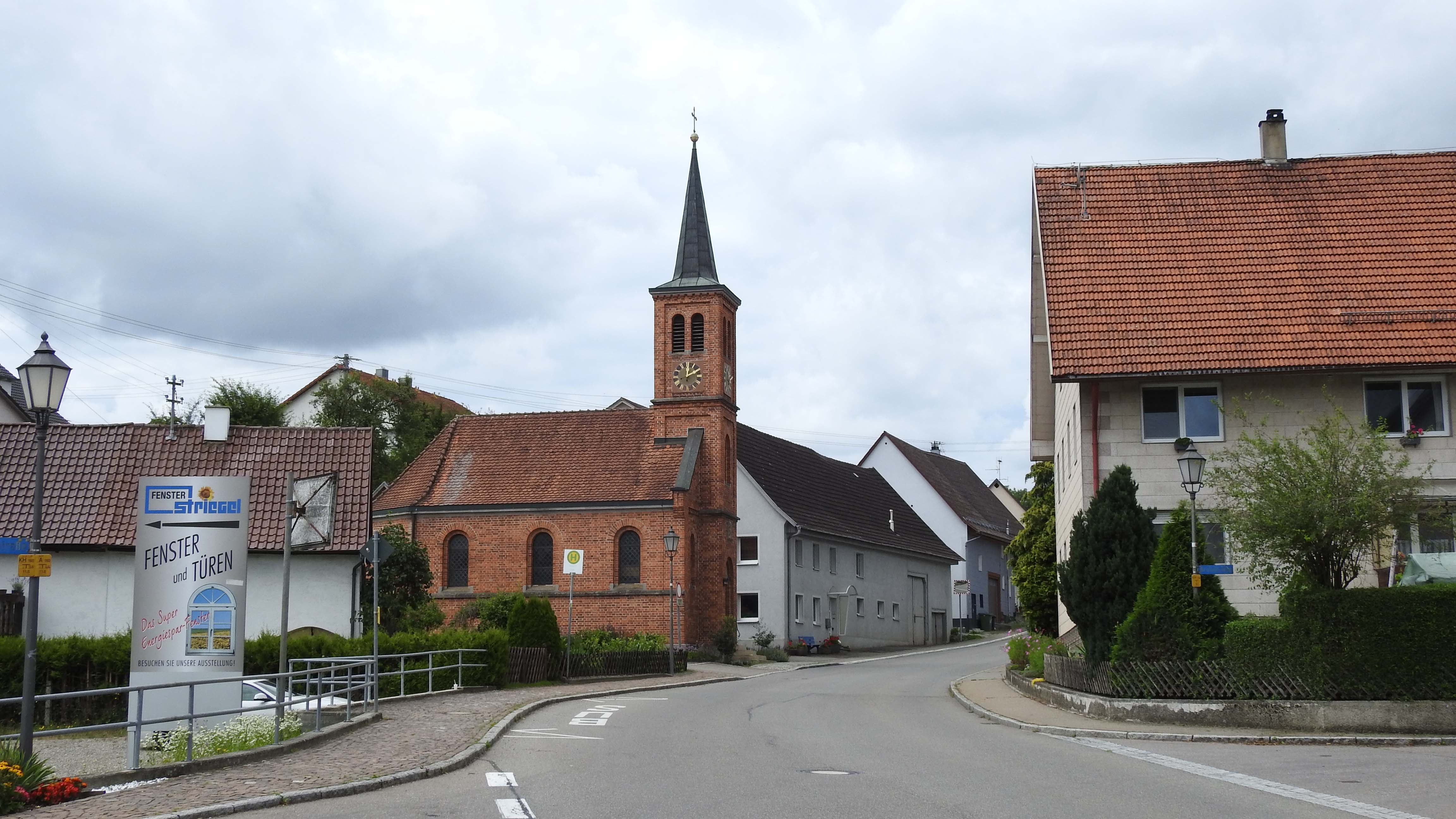
Kapelle St. Josef in Bierstetten

Bierstetten ist ein Ortsteil der Stadt Bad Saulgau im Landkreis Sigmaringen in Baden-Württemberg.

## Geographie

### Lage
Bierstetten befindet sich rund sechseinhalb Kilometer östlich von Bad Saulgau, an der östlichen Grenze des Landkreises Sigmaringen hin zum Landkreis Biberach, am Hang der Renhardsweiler Höhe. Die reichhaltigen Quellen dieser Würm-Endmoräne speisen den Bierstetter Bach, der von einigen als der eigentliche Ursprung der Kanzach gesehen wird, welche sich im Ort Kanzach mit dem Federseeausfluss, erst später Kanzach genannt, vereinigt. Der Teilort Steinbronnen liegt in einem ehemaligen Gletschertor des Federseebeckens.

### Teilorte
Zum Ortsteil Bierstetten gehört der Wohnplatz Steinbronnen.

## Geschichte
Erste Siedlungsspuren stammen von den Kelten, eine spätkeltische Viereckschanze, die entweder unvollendet blieb oder weitgehend abgetragen wurde. Sie befindet sich auf dem sogenannten „Schloßbühl“ rund ein Kilometer nordöstlich des heutigen Dorfes entfernt. Die Reste, mit einer Ausdehnung von 100 Meter im Norden, 90 Meter im Osten (Graben noch erkennbar), 20 Meter (unfertig) im Süden und Steilhang ohne Graben im Westen, wurden in der Vergangenheit auch fälschlich als Burg- oder Schlossrest gedeutet.
Bierstetten wurde 1291 erstmals urkundlich als Büstette genannt. Es gehörte zu der vom römisch-deutschen König Albrecht I. von Österreich im Jahr 1299 erkauften Stadt und Vogtei Saulgau (Vogtey Sulgau). Fortan unterstand der Ort österreichischer Landeshoheit. Zusammen mit Bondorf und Steinbronnen bildete er das eigenständige Amt Bierstetten. Im Jahr 1313 hatte der Jude Gottschach zu Saulgau die Steuern im Amt Bierstetten als österreichische Pfandschaft inne. Das österreichische Lehen unterstand dem Oberamt Stockach und kam als Pfandschaft an die Truchsessen von Waldburg. Im Jahr 1588 wurde das Amt Bierstetten zusammen mit dem Amt Tissen vom Truchsess Karl von Waldburg-Scheer an den Grafen Wilhelm von Zimmern verliehen; mit dessen Tod endete die Linie der Grafen von Zimmer. Die Pfandschaft kam 1601 durch Erbschaft an Bertold von Königsegg, der eine Schwester Wilhelms zur Ehefrau hatte.
Da das Truchsessische Haus die Pfandschaft wieder einlösen und das Amt Bierstetten dem Kloster Schussenried überlassen wollte, entstanden langwierige Streitigkeiten zwischen den Häusern Truchsess-Scheer und Königsegg. Diese wurden im Jahr 1746 dergestalt gelöst, dass das Amt Bierstetten Königsegg als Eigentum überlassen, dagegen das Amt Tissen, nämlich Groß- und Kleintissen nebst Nonnenweiler, wieder zur Grafschaft Friedberg zurückkam. Weiterhin wurde von Königsegg, neben Überlassung des Pfandschillings von 8.300 Gulden, an den Truchsess die Summe von 25.000 Gulden bezahlt. Zugleich wurde mit Zustimmung von Königsegg das Dorf Allmannsweiler, infolge eines schon am 18. März 1746 zwischen Friedberg-Scheer und Schussenried abgeschlossenen Vertrags, gegen die Summe von 15.000 Gulden dem Kloster Schussenried mit hoher und niederer Obrigkeit überlassen. Unter der Bedingung, dass statt Allmannsweiler der Ort Renhardsweiler in das Amt Bierstetten eingeworfen werde, erteilte endlich Österreich auch im Jahr 1750 die lehensherrliche Genehmigung zu dem Geschehenen und belehnte Schussenried mit Allmannsweiler auf die Dauer des Truchsessischen Mannsstammes, unter Vorbehalt des Besteuerungsrechts zur vorderösterreichischen Landschaftskasse, Königsegg aber mit dem Amt Bierstetten unter den bisherigen Verhältnissen.
Im Jahr 1788 verkaufte Königsegg-Aulendorf das Amt Bierstetten an das Damenstift Buchau, das nun von Österreich auf die Dauer des Königeggschen Mannsstammes damit belehnt wurde. Landeshoheit, Besteuerungsrecht etc. blieben wie früher österreichisch, und in letzterer Beziehung war Bierstetten auch vorderösterreichischer Landstand.
Als das Damenstift Buchau durch den Reichsdeputationshauptschluss von 1803 säkularisiert wurde, fiel das Amt Bierstetten an das fürstliche Haus Taxis; 1806 kam es an das Königreich Württemberg. König Friedrich I. von Württemberg gab den Gemeinden Bierstetten und Renhardsweiler wieder ihre Selbständigkeit. Die Gemeinde Bierstetten gehörte zum württembergische Oberamt Saulgau, ab 1934 Landkreis Saulgau. Erst im Jahre 1933 wurden die beiden Gemeinden erneut zu einer Bürgermeisterei zusammengeschlossen, welche der Bierstetter Bürgermeister Josef Hirschle bis zum 18. Mai 1945 verwaltete. Am 4. März 1945 fielen in einem vermutlichen Notabwurf Spreng- und Brandbomben auf das Dorf.
Im Zuge der Gemeindereform in Baden-Württemberg wurde Bierstetten am 1. Januar 1975 in die Stadt Saulgau eingemeindet.

### Einwohnerentwicklung

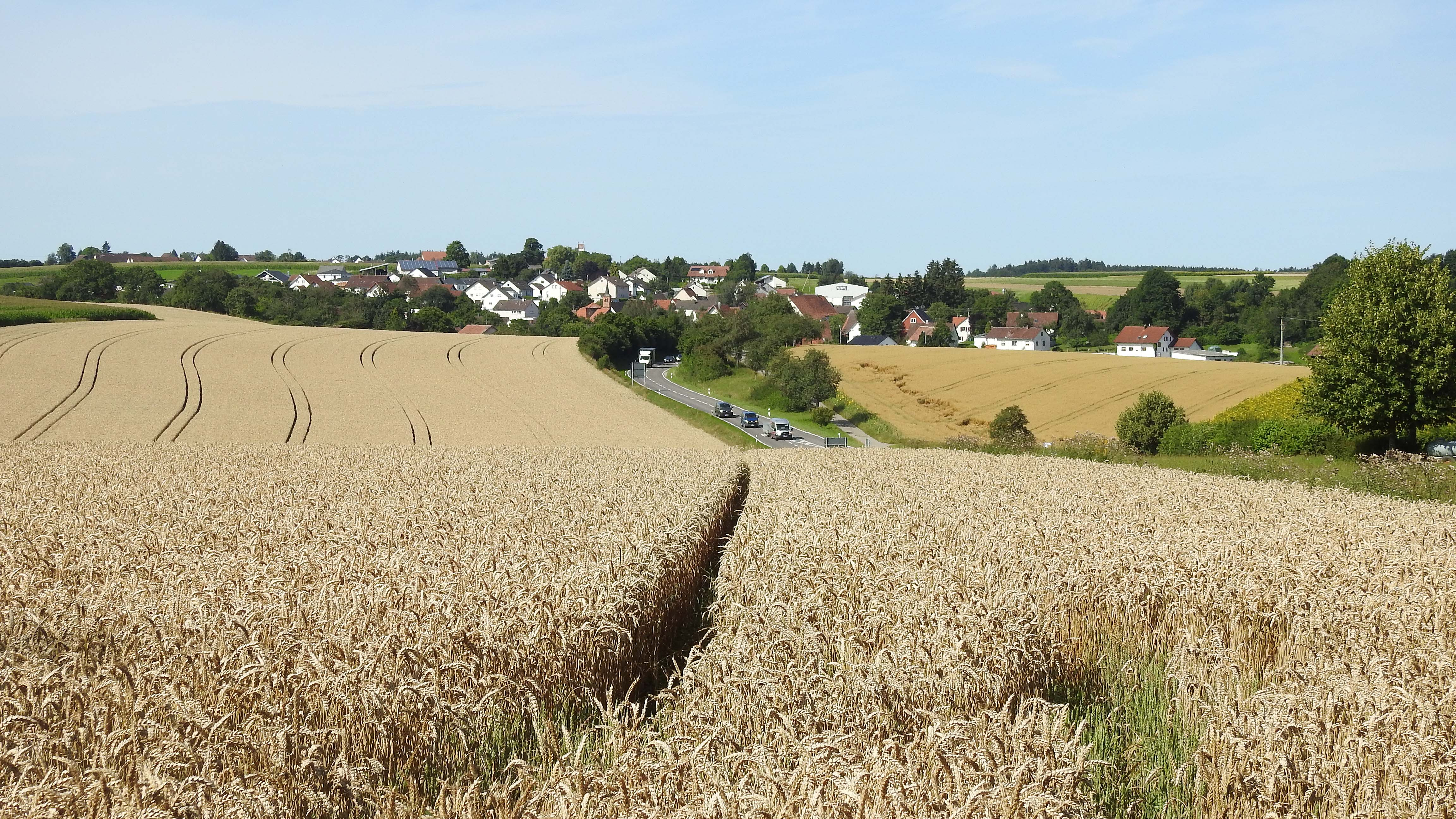
Bierstetten von Nordosten

1998 hatte Bierstetten zusammen mit Steinbronnen 595 Einwohner, 2010 waren es 620.

## Politik

### Ortsvorsteher
- 1994–2014: Albert Traub
- Seit 2014: Markus Knoll

### Wappen
Das Wappen der ehemaligen Gemeinde Bierstetten zeigt in Rot einen silbernen Balken, darin auf grünem Dreiberg eine rote Burg.

## Kultur und Sehenswürdigkeiten

### Bauwerke
- Die katholische Josefskapelle in Bierstetten wurde Anfang des 20. Jahrhunderts erbaut. Die katholische Gemeinde war bis 1616 zu Saulgau eingepfarrt und kam dann zu Renhardsweiler, deren Filiale sie heute noch ist.

## Wirtschaft und Infrastruktur

### Verkehr
Durch Bierstetten führt die Landesstraße 283 von Bad Saulgau nach Bad Schussenried bzw. Biberach.
Zwischen Bierstetten und Bad Saulgau besteht eine Busverbindung.

### Oberschwäbische Keltenstraße
In Bierstetten befand sich eine frühkeltische Höhensiedlung. Sie ist die zweite Station (Epochenwandel der Kelten) der Oberschwäbischen Keltenstraße, einer 2014 eröffneten Ferienstraße als GPS-Tour zum Thema „Kelten“.